# والیبال در المپیک تابستانی ۲۰۰۴
والیبال در بازی‌های المپیک تابستانی ۲۰۰۴ نام رویداد ورزش والیبال در بازی‌های المپیک تابستانی بود که در سال ۲۰۰۴ برگزار شد. این مسابقات از ۱۴ تا ۲۹ اوت در آتن، یونان برگزار شد.

## جدول مدال‌ها
| رتبه | کشور                | طلا | نقره | برنز | مجموع |
| ۱    | برزیل               | ۲   | ۱    | ۰    | ۳     |
| ۲    | ایالات متحده آمریکا | ۱   | ۰    | ۱    | ۲     |
| ۳    | چین                 | ۱   | ۰    | ۰    | ۱     |
| ۴    | روسیه               | ۰   | ۱    | ۱    | ۲     |
| ۵    | ایتالیا             | ۰   | ۱    | ۰    | ۱     |
| ۵    | اسپانیا             | ۰   | ۱    | ۰    | ۱     |
| ۷    | کوبا                | ۰   | ۰    | ۱    | ۱     |
| ۷    | سوئیس               | ۰   | ۰    | ۱    | ۱     |